# 大田交通公社
大田交通公社（：／ Daejeon Gyotong Gongsa */?）是韓國大田广域市的一个地方政府公營事業，负责管理和运营大田都市鐵道。

## 历史
- 2002年11月2日：大田廣域市都市鐵道公社成立。
- 2022年1月1日：改組為大田交通公社。

## 保有车辆
- 大田都市铁道1000系电力动车组